# Johann Ambrosius Bach
Johann Ambrosius Bach (født 4. marts 1645 i Erfurt, død 2. marts 1695 i Eisenach) var en tysk musiker, nok bedst kendt som far til Johann Sebastian Bach.

## Liv og værk
Som søn af Christoph Bach, stadsmusikant i Erfurt, og dennes hustru Magdalena (født Grabler), fik han allerede som ni-årig en musikalsk uddannelse og forblev efter faderens død i 1661 endnu nogle år i Arnstadt og begav sig herfra som musiker på rundrejse. I 1667 indtrådte han som hans fader før ham i den erfurtske 'Ratsmusik', der på det tidspunkt blev anført af hans onkel Johann. Johann Ambrosius giftede sig i 'Kaufmannskirche' med Elisabeth Lemmerhirt fra Erfurt, fra hvis familie Johann allerede havde ægtet en anden kvinde. Han boede i Junkersand 3. I 1671 bosatte han sig som hof- og stadsmusiker i Eisenach, hvor blandt andet hans søn Johann Sebastian Bach blev født.
Det vides ikke, om Ambrosius har komponeret musik eller ikke, i hvert fald findes der ikke noget overleveret. I det eneste bevarede skrift indeholdende bryllupskompositionen 'Meine Freundin du bist schön' af hans tvillingebror Johann Christoph Bach den ældre kan man under violinstemmen finde Johann Ambrosius Bach's håndskrift.  Han har betydning som grundlæggeren af den ældre Bach-families samling af kompositioner, som senere skulle blive kendt i musikverdenen under betegnelsen 'Altbachisches Archiv', og som siden det 19. århundredes begyndelse og indtil nu findes i arkivet tilhørende Sing-Akademie zu Berlin.
Det lader til, at Ambrosius Bach har bragt musikken i Eisenach til et indtil da aldrig før set niveau. De overleverede vidnesbyrd om ham er i hvert fald fulde af lovord:
| Citat | [Ambrosius Bach] hat sich in seiner Profession dermaßen qualificirt, daß er sowohl mit vocal- als intrumental Music beym Gottes Dienst vnd ehrlichen Zusammenkünften mit hoch vndt niedrigen Standespersonen guter vergnügung aufwarten kann, also, daß wir unß desgleichen soweit wir gedencken, hiesigen Orths nicht erinnern. | Citat |
|       | |       |

og
| Citat | 1672 hat der neue Hausmann auf Ostern mit Orgel, Geigen, Singen und Trompeten und mit Heerpauken dreingeschlagen, daß noch kein Kantor oder Hausmann, weil Eisenach gestanden, nicht geschehen. | Citat |
|       | |       |

## Børn
I ægteskabet med Elisabeth Lämmerhirt fødtes 8 børn hvoraf 5 nåede voksenalderen (datoangivelser fra før 1700 efter den julianske kalender):
1. Johann Rudolf - døbt 19. Januar 1670 i Erfurt; † 17. Juli 1670 i Erfurt (6 måneder)
2. Johann Christoph - døbt 18. Juni 1671 i Erfurt; † 22. Februar 1721 i Ohrdruf (49 år)
3. Johann Balthasar - døbt 6. Marts 1673 i Eisenach; † 5. April 1691 i Eisenach (18 år)
4. Johannes Jonas - døbt 2. Februar 1675 i Eisenach; † 22. Maj 1685 i Eisenach (10 år)
5. Maria Salome - døbt 27. Mai 1677 i Eisenach; † 27. December 1728 i Erfurt (51 år)
6. Johanna Juditha - døbt 28. Januar 1680 i Eisenach; † 3. Maj 1686 i Eisenach (6 år)
7. Johann Jacob - døbt 11. Februar 1682 i Eisenach; † 16. April 1722 i Stockholm (40 år)
8. Johann Sebastian - døbt 21. Marts 1685 i Eisenach; † 28. Juli 1750 i Leipzig (65 år)

Efter at hans kone Elisabeth efter 26 års ægteskab dør kort før påsken i 1694, beslutter Johann Ambrosius sig, der på dette tidspunkt var fader til 3 børn uden for ægteskabet, at gifte sig endnu engang - denne gang med den 26-årige Barbara Margaretha Bartholomaei, som selv var moder til 2 små døtre og kort forinden var blevet enke. Ægteskabet blev indgået den 27. november 1694. Imidlertid døde Johann Ambrosius kun 3 måneder efter vielsen, 2 dage før sin 50 års fødselsdag. Johann Ambrosius opnåede efter sin død en god anseelse i Eisenach. Hans enke ansøgte om et nådsensår (ty. 'Gnadenjahr'). Ansøgningen blev formuleret af Kantoren i Eisenach Andreas Dedekind, da hun som kvinde ikke kunne tale for sig selv. Hun tildeltes en udbetaling på 40 af Ambrosius' Daler i et halvt år. Der vides ikke mere om hendes videre færden.